# Kościół Nawiedzenia Najświętszej Maryi Panny w Ratajach Słupskich
Kościół Nawiedzenia Najświętszej Marii Panny w Ratajach Słupskich – świątynia rzymskokatolicka mieszcząca się w Ratajach Słupskich w województwie świętokrzyskim.